# Onthophagus atrovittatus
Onthophagus atrovittatus là một loài bọ cánh cứng trong họ Bọ hung (Scarabaeidae).